# وارآیا
وارآیا (به مجاری:  Váralja) یک شهرداری در مجارستان است که در ناحیه بونیهاد واقع شده‌است. وارآیا ۲۱٫۱ کیلومتر مربع مساحت و ۸۷۶ نفر جمعیت دارد.